# Citroenmelisse
Citroenmelisse (Melissa officinalis) is een vaste plant die tot de lipbloemenfamilie (Lamiaceae) behoort. De plant ruikt naar citroen. De plant groeit voornamelijk in Zuid-Europa, maar is in meer gematigde streken als Nederland en België eenvoudig te vermeerderen aangezien de plant 's winters door middel van wortelstokken voortleeft. De plant wordt circa 0,5 m hoog.

## Naamgeving
De naam (citroen-)melisse komt van het Oudgriekse woord melissa (μέλισσα), dat 'honingbij' betekent. Deze naam is zeer toepasselijk omdat citroenmelisse veel bijen aantrekt. De plant staat bekend als een belangrijke producent van nectar, de grondstof van honing.

## Geschiedenis
Citroenmelisse was 2000 jaar geleden al bekend bij verschillende volkeren. Waarschijnlijk brachten de Arabieren de plant via Spanje naar Europa. Aanvankelijk hielden alleen kloosters zich bezig met de teelt.

## Toepassingen
Van de verse of gedroogde bladeren kan 'thee' worden getrokken. Citroenmelisse wordt gebruikt als smaakmaker bij visgerechten, soepen, sauzen en omeletten.
Zowel in thee- als in tinctuurvorm wordt aan citroenmelisse een anti-stress- en anti-slapeloosheidseffect toegeschreven.
De geur van de plant trekt bijen aan. Imkers gebruiken daarom het blad wel om bijenkorven mee in te wrijven.

## Voortplanting en teelt
Citroenmelisse vermeerderen kan door stekken, zaaien en scheuren. Als de plant te droog staat wordt het blad geelachtig, maar een te vochtige en schaduwrijke plaats gaat ten koste van de smaak. Citroenmelisse kan ook geteeld worden in bloempotten.

## Trivia
Citroenmelisse is een veel gebruikt middel om beten van steekmuggen te voorkomen. Deze muggen beschikken over een sterke reukzin. Ze kunnen prooien eenvoudig lokaliseren met receptoren die uitgeademde lucht (CO2) en de geur van zweet waarnemen. De geur van citroenmelisse verstoort de werking daarvan waardoor een mug geen prooi meer kan vinden.

## Afbeeldingen

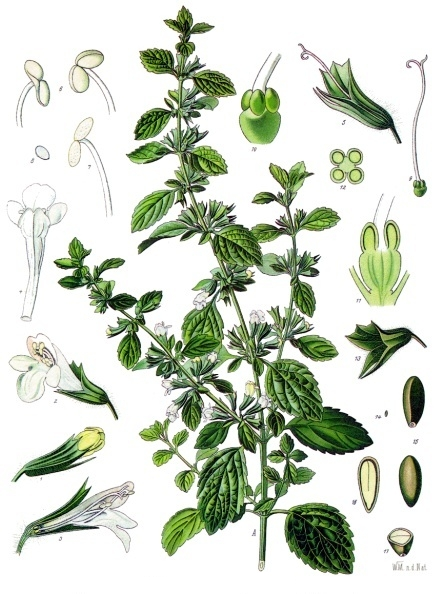
Botanische illustratie
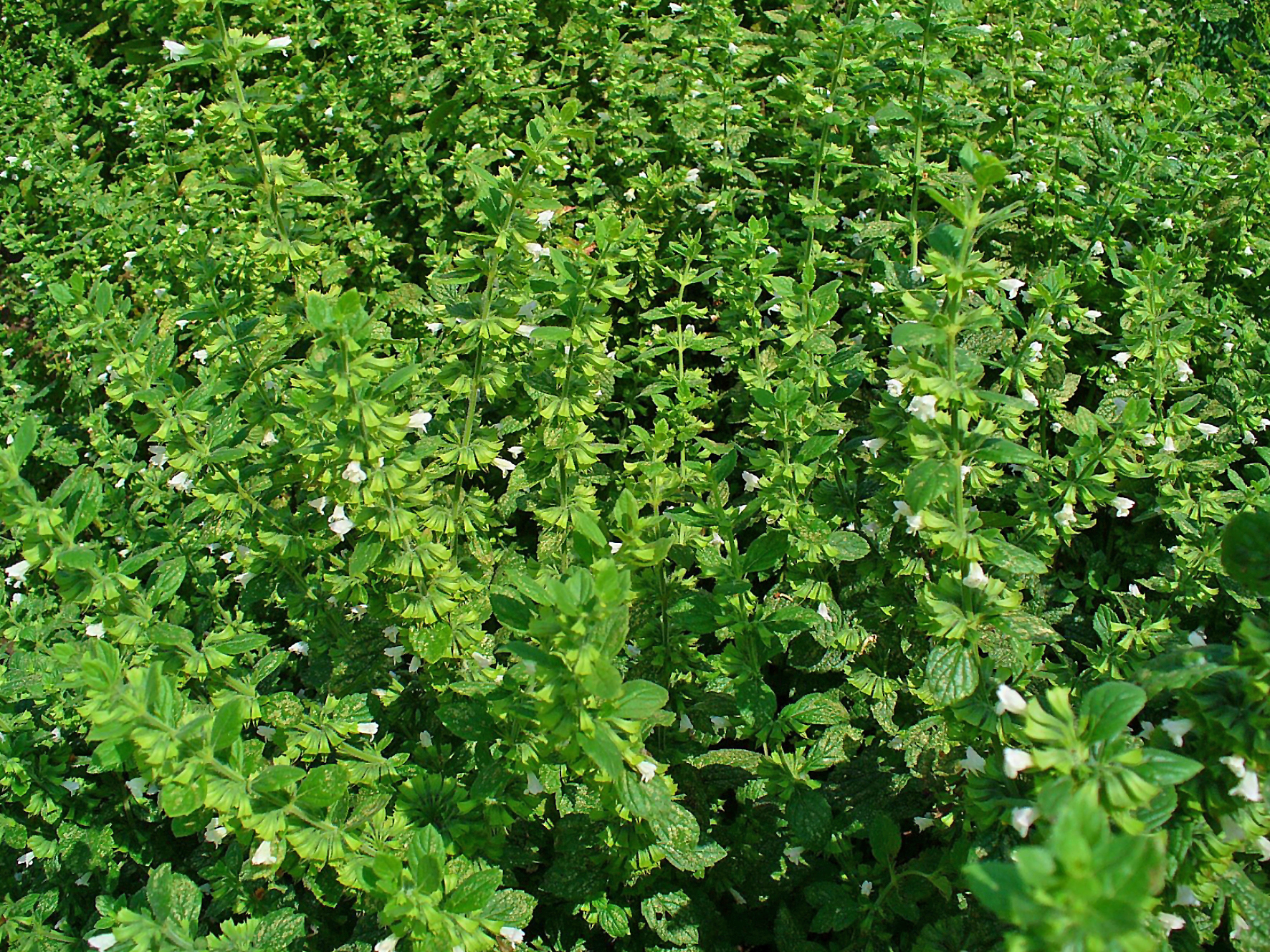
Bloeiende planten
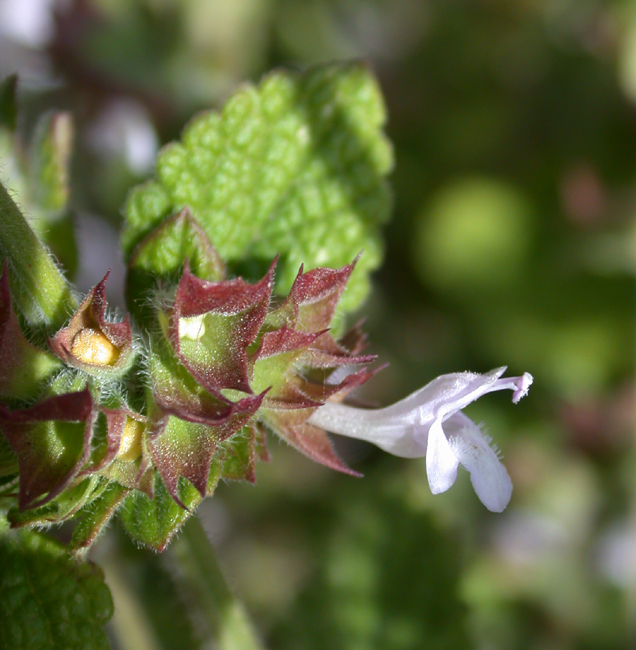
Bloem
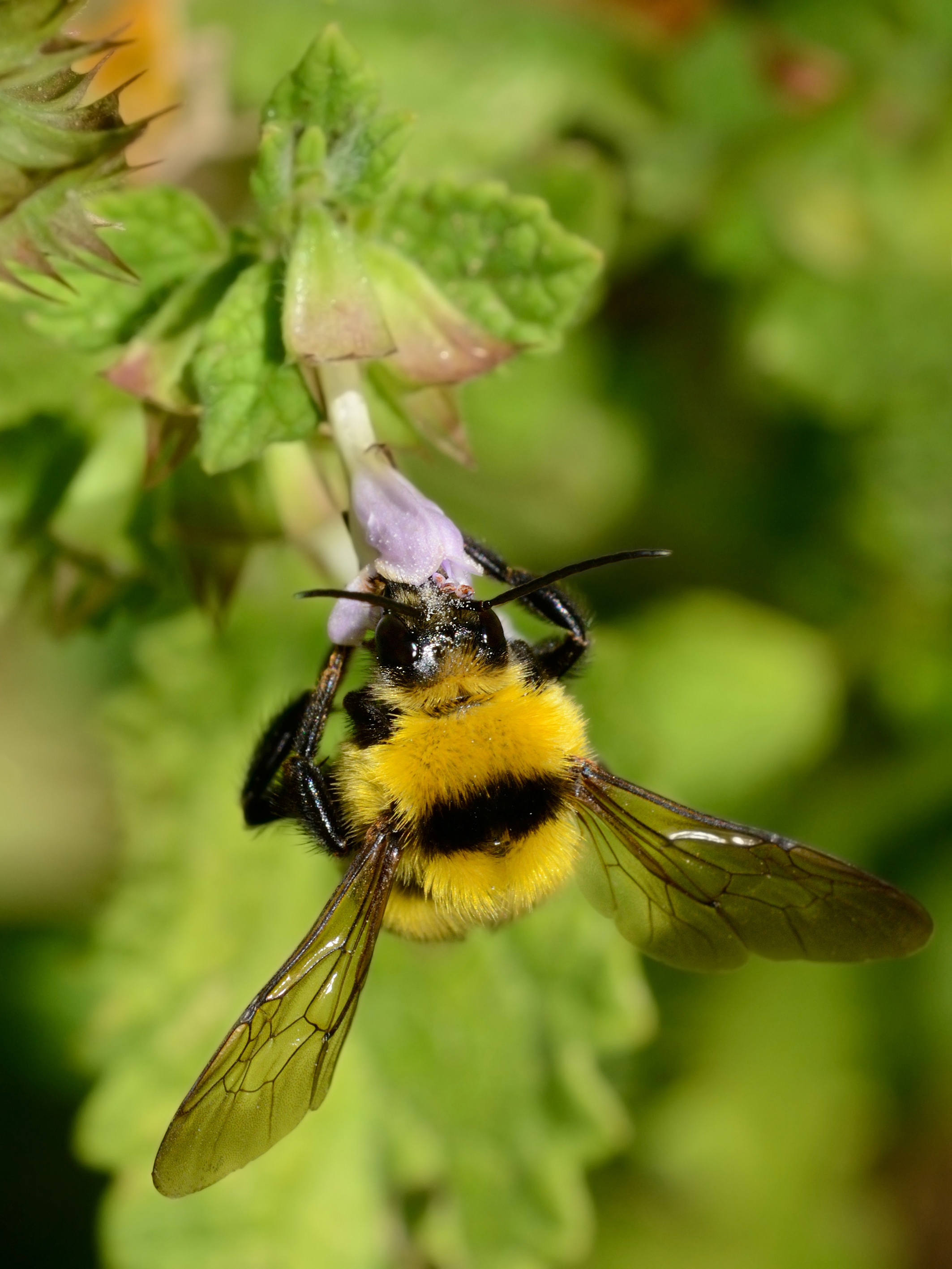
Hommel haalt nectar
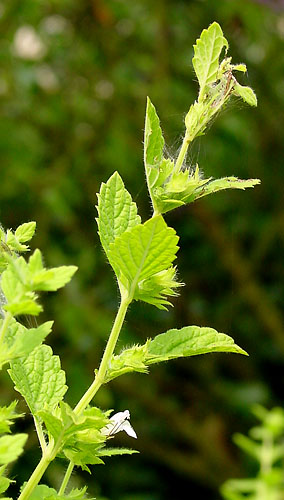
Stengel